# Паровой человек Дедерика и Грасса

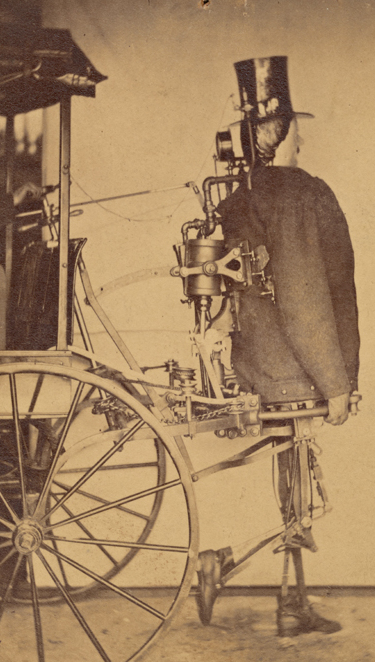
Фотография парового человека.

Паровой человек — паровая машина, имеющая вид человекоподобного «робота» и предназначенная для того, чтобы тянуть за собой груженую повозку.
Машина была построена американскими изобретателями Цадоком Дедериком (англ. Zadoc P. Dederick) и Айзеком Грассом (англ. Isaac Grass) в Ньюарке, штат Нью-Джерси. Изобретение было запатентовано 24 марта 1868 года, номер патента 75874. Машина приводилась в движение системой рычагов и кривошипов, присоединённых к поршням парового котла. На создание единственного экземпляра машины ушло 2000$ (около 32 487$ в современных долларах), планы снизить затраты до 300$ так и не были реализованы, а сам проект был заброшен. Тем не менее, изобретения подобные этому подстегнули интерес к паровым машинам, что подтверждается такими романами как Паровой человек прерий, а также множеством подделок и мистификаций на эту тему.